# Пролиферативное воспаление
Пролиферативное (продуктивное) воспаление — представляет собой защитную реакцию организма, при которой формируется защитный барьер с преобладанием пролиферации клеточных и тканевых элементов. Альтеративные и экссудативные изменения отступают на второй план. В результате процесса пролиферации клеток формируются очаговые или диффузные клеточные инфильтраты. В зависимости от ситуации они могут быть полиморфно-клеточными, лимфоцитарно-моноцитарными, макрофагальными, плазмоклеточными, эпителиоидно-клеточными, гигантоклеточными и др.
Продуктивное воспаление может развиваться в любом органе или ткани, за исключением пульпы, так как твёрдые ткани зуба сдавливают её, приводя к некрозу.
Продуктивное воспаление отличается хроническим волнообразным течением.